# 맨디 패틴킨
맨디 패틴킨(영어: Mandy Patinkin 맨디 퍼팅킨[*], 영어 발음: /pəˈtɪŋkɪn/, 1952년 11월 30일 ~ )은 미국의 배우, 가수이다. 뮤지컬 《에비타》(1979-80)로 1980년 토니상 뮤지컬 부문 남우주연상을 수상했으며, 텔레비전 드라마 《시카고 메디컬》로 1995년 제47회 프라임타임 에미상 드라마 시리즈 부문 남우주연상을 수상했다.

## 출연 작품

### 영화
- 자글라 (1980)
- 래그타임 (1981)
- 엔틀 (1983)
- 프린세스 브라이드 (1987)
- 에이리언 네이션 (1988)
- 딕 트레이시 (1990)
- 야망의 제물 (1991)
- 쇼팽의 연인 (1991)
- 닥터 (1991)
- 엘모의 대모험 (1999)
- 천공의 성 라퓨타 (2003) - 영어 더빙
- 리틀 야구왕 앤디 (2006) - 목소리
- 4.3.2.1 (2010)
- 바람이 분다 (2013) - 영어 더빙
- 위시 아이 워즈 히어 (2014)
- 알리 앤 니노 (2016)
- 스머프: 비밀의 숲 (2017) - 애니메이션
- 원더 (2017) - 투시먼 역
- 라이프 잇셀프 (2018)

### 텔레비전
- 택시 (1978)
- 피켓 펜스 (1994)
- 시카고 메디컬 (1994-2000)
- 심슨 가족 (1995) - 애니메이션
- 천사의 손길 (2001)
- 보스턴 퍼블릭 (2001)
- 로앤오더: 범죄 전담반 (2003)
- 데드 라이크 미 (2003-04)
- 크리미널 마인드 (2005-07)
- 홈랜드 (2011-20)
- 굿 파이트 (2021)

### 공연
- 햄릿 (1975-76)
- 에비타 (1979-80)
- 헨리 4세 1부 (1981)
- 겨울 이야기 (1989)
- 템페스트 (2008)